# Відчуття закінчення
«Відчуття закінчення» (англ. The Sense of an Ending) — роман англійського письменника Джуліана Барнса, написаний у 2011 році, вийшов 4 серпня 2011 року у Великій Британії. Книга є одинадцятим романом Барнса, написаним під власним іменем (він також писав кримінальну літературу під псевдонімом Ден Кавана).  
Сюзанна Дін створила обкладинку для книги "Відчуття завершення": на палітурці зображено плаваючі насінини кульбаби на чорніючих краях сторінки.

## Назва роману
Назва запозичена з однойменної книги Френка Кермоде, опублікованої вперше в 1967 р. "Відчуття закінчення" з підзаголовком «Дослідження в теорії художньої літератури». Метою книги  відомого літературного критика було «осмислення способів, якими ми намагаємося осмислити своє життя". Критик Бойд Тонкін додає додаткову інтерпретацію того, що персонажі роману Барнса можуть бути типовими читачами творчості Кермоде. 

## Композиція роману
У Передмові автор зазначив, що "хотів написати книгу про час і пам'ять, про те, що час робить з пам'яттю. Також про те, що пам'ять робить з часом. І про те, що в певний момент ви розумієте, що помилялися в чомусь головному". 
Роман розділений на дві частини, що мають назви "Одна" та "Друга". В обох оповідачем є Тоні Вебстер, коли він виходить на пенсію і живе на самоті. Події першої частини є спогадами юності. Починаються вони у 1960-х роках з дружби чотирьох інтелектуально зарозумілих шкільних друзів, з яких двоє фігурують у решті історії: Тоні, оповідач, та Адріан, найрозумний із чотирьох друзів. Друга частина роману вдвічі довша за першу. Події відбуваються через сорок років. Тоні намагається зрозуміти, що ж відбулося тоді в житті Адріана, що він покінчив життя самогубством.

## Зміст роману
- Перша частина.

Тоні Вебстер згадує шкільних друзів. Троє юнаків (Тоні, Колін і Алекс) прийняли у свою команду новачка Адріана Фінна. Наприкінці шкільних днів один хлопчик у школі повісився після того, як завагітніла дівчина. Четверо друзів обговорюють подію, намагаються збагнути і філософськи обгрунтувати, що ж трапилося. Вони поклялися залишатися друзями на все життя. Коли минуле наздоганяє Тоні, він розмірковує про шляхи, якими пройшли він та його друзі. 
Адріан вступає до Кембриджського університету, а Тоні — до Бристольського. Тоні зустрічається з студенткою Веронікою. З нею їде на вихідні до батьків дівчини. Прокинувшись наступного ранку, він виявляє, що вони з матір’ю Вероніки, Сарою, одні в будинку, і вона вибачається за поведінку своєї родини щодо нього. Стосунки Тоні та Вероніки зазнали невдач, він розлучається з нею. На останньому курсі університету Тоні отримує лист від Адріана, в якому повідомляє  про стосунки з Веронікою. Тоні відповідає на лист, повідомляючи Адріану, що, на його думку, Вероніка якось постраждала і що він повинен поговорити про це з її матір'ю. Через кілька місяців йому повідомляють, що Адріан покінчив життя самогубством. Адріан залишив записку на ім'я коронера, в якій сказано, що вільна людина має філософський обов'язок дослідити природу свого життя, а потім може вирішити відмовитися від неї. Тоні захоплюється міркуваннями. 
- Друга частина.

Тоні коротко розповідає про наступні  сорок років свого життя до шістдесятих. Він отримує лист адвоката, в якому повідомляється, що мати Вероніки заповіла йому 500 фунтів стерлінгів та два документи. Тоні вирішив відновити контакт з Веронікою і після низки зустрічей з нею переоцінити історію, яку він розповів у першій частині. Проконсультувавшись з адвокатами, Тоні дізнається, що Вероніка має щоденник Адріана. Це змушує його надсилати Вероніці неодноразові електронні листи із запитом на щоденник. Врешті Вероніка надсилає Тоні одну сторінку щоденника, що містить міркування Едріана про життя як серію сукупних ставок. Після цього Вероніка зустрічає Тоні на мосту Тисячоліття в Лондоні і передає йому лист, який він надіслав Адріану в молодості. Перечитавши його, Тоні розуміє, наскільки в юності він був жорстоким і злим. Він наполегливо намагається дістати щоденник у Вероніки, що приводить до того, що вона просить його зустрітися в одному з місць у Північному Лондоні. Вероніка везе його, щоб показати групу людей з вадами розумового розвитку, яких їхній працівник виводить на прогулянку. На одного з них вона йому вказує. Тоні не розуміє значення цього, і Вероніка залишає його без пояснень. Протягом декількох тижнів Тоні знову відвідує паб, де бачив групу хворих людей. Придивившись до того, на кого вказувала Вероніка, Тоні пізнав у ньому сина Адріана. Вступивши в розмову з доглядачем, дізнався що чоловік насправді є сином матері Вероніки, Сари, і Адріана, що робить його зведеним братом Вероніки.  Оповідач припускає, що народження хворого сина від літньої жінки могло бути причиною самогубства Адріана.

## Проблематика роману
У романі порішена низка проблем:
- проблема "батьки і діти"
- відповідальність за вчинки
- проблема самогубства

## Герої роману
- Адріан Фінн — розумний сором'язливий хлопець з неповної родини, який тримав свої думки при собі. Адріан жив з батьком, причини розлучення з матір'ю ніколи не пояснював. Учитель історії говорив, що йому залишилось працювати 5 років і він дасть Адріану рекомендацію на своє місце. Юнак отримав стипендію для вступу до Кембриджського університету, де вивчав  теорію етики. У двадцять два роки закінчив життя самогубством.
- Тоні Вебстер — випускник елітної школи, вивчав історію в Бристольському університеті. Пройшов стажування в Управлінні у справах культури і мистецтва, що поклало початок солідної кар'єри. Був одружений, розведений, мав доньку Сьюзі, двох внуків. Згадуючи минуле, він жалкує, що був категоричним і жорстоким у ставленні до Адріана і Вероніки.
- Вероніка — Вероніка Мері Елізабет Форд — студентка іспанського відділення, захоплювалася поезією і походила з родини високопоставленого чиновника. Зріст "приблизно метр п'ятдесят п'ять, каштанове волосся до плечей, сіро-блакитні очі, окуляри в блакитний оправі, легка, але стримана посмішка". Спочатку дівчина Тоні, потім зустрічалася з Адріаном.

## Критика
Роман отримав переважно позитивні відгуки критиків. 
- Майкл Проджер з "Файненшл Таймс" заявив, що включення роману до довгого списку премії "Марк Букер" було "абсолютно гідним", і він високо оцінив складний механізм роману і сказав, що написання Барнса "засноване на точності, а також на нюансах мови". Проджер додав: "Його стислість, однак, жодним чином не порушує його інтенсивності — кожне слово має свою роль; з великою, але невидимою майстерністю Барнс втискує в нього не просто відчуття нескінченної складності людського серця, а шкоду неправильних перестановок. Це, мабуть, його найбільше досягнення в тому, що в його руках непізнаване не означає неправдоподібне".
- Жустін Джордан із "Гардіан" сказала: "Завдяки своїм шаблонам і повторенням новела стає суто медитацією щодо старіння, пам'яті та шкодування".
- Бойд Тонкін з газети "Індепендент" відзначив, що "Відчуття закінчення" — "повільний опік, розмірений, але напружений, цей компактний роман враховує кожне хитро продумане речення".
- Аніта Брукнер, готуючи відгук для газети "Daily Telegraph", сказала, що роман не є трилером, а трагедією, яка нагадує "Поворот гвинта" Генрі Джеймса.  Вона висловила думку, що роман посилить репутацію Барнса і додала: "Не вводьте в оману його стислістю. Його таємниця вкорінена так само глибоко, як найархаїчніші спогади".
- Роберт Маккрум, який писав для "Оглядача", вважав, що роман виграє Букерівську премію, оскільки це "витвір мистецтва в мінорному ключі".
- Джорді Вільямсон з Австралії сказав, що роман приємно читати, і пояснив, що "існує" жорстока і невблаганна чіткість щодо "Відчуття закінчення", зрілого рахування зі старінням, що змушує конкурентів здаватися дратуючими і пронизливими".
- Девід Секстон у "Глядачі" зробив порівняння між оповідачем роману та "ненадійним оповідачем" Форда Мадокса Форда "Добрий солдат", для якого, за його словами, Барнс написав вступ до видання « Фоліо Товариство». Хоча Секстон і похвалив майстерність Барнса: «Це історія про відповідальністю за народження дітей, і її остаточне розкриття є непередбачуваним…».

## Нагороди
- вересень 2011 року «Відчуття закінчення» потрапило в шорт-лист премії Man Booker Prize.
- 18 жовтня 2011 року роман  «Відчуття закінчення» було нагороджено Букерівською премією.
- У 2015 році 82 міжнародні літературознавці та науковці обрали роман «Відчуття закінчення» одним із 100 найважливіших британських романів.

## Екранізація
На міжнародному кінофестивалі в Палм-Спрінгс (штат Каліфорнія), 5 січня 2017 року адаптація однойменної екранізації зробила світову прем’єру як фільм-відкриття. Обмежений випуск у США розпочався 10 березня 2017 року. Його режисером був Райтеш Батра, сценаристом Нік  Пейн  з акторським складом, включаючи Мішель Докері, Емілі Мортімер, Джима Бродбента, Шарлотту Ремплінг та Гаррієт Уолтер.